# OpenAL
OpenAL (Open Audio Library) je multiplatformní 3D audio API, vhodné pro použití v počítačových hrách nebo jiných typech audio aplikací.

## Historie
OpenAL bylo původně vyvinuto společností Loki Software. Po jejím zániku byl projekt udržován komunitou (free software). Dnes jej udržuje (a do značné míry i vyvíjí) Creative Technology za velké podpory Apple a různých nadšenců.

## Podporované platformy
OpenAL je dostupné pro následující platformy:
- macOS
- Linux
- BSD
- Solaris
- IRIX
- Windows
- Xbox
- Xbox 360